# Vladimir Prelog
Vladimir Prelog (23 de julio de 1906 - 7 de enero de 1998) fue un químico y profesor universitario croata-suizo.
Prelog obtuvo el Premio Nobel de Química en 1975 por sus trabajos en el campo de la estereoquímica de las reacciones de catálisis de las enzimas que compartió con John Warcup Cornforth. Obtuvo la ciudadanía suiza en 1959. Durante mucho tiempo mantuvo la nacionalidad yugoslava aun cuando residió en Checoslovaquia y Suiza durante mucho tiempo.

## Biografía
Vladimir Prelog nació el 23 de julio de 1906 en Sarajevo, que por aquel entonces pertenecía al Imperio austrohúngaro. Tenía 8 años de edad y estuvo presente cuando la visita del archiduque Francisco Fernando y su esposa a su ciudad en el llamado atentado de Sarajevo que acabó con la vida del archiduque y sirvió de detonante para el comienzo de la Primera Guerra Mundial.

### Formación
En 1915 se traslada, junto con su familia, a Zagreb, en donde estudió en el instituto. En 1922, con 16 años, describió una nueva solución para un instrumento analítico de laboratorio en la prominente revista científica alemana Chemiker Zeitung. Esta fue su primera publicación científica. Entre 1924 y 1929 estudió química en el Instituto Checoslovaco de Tecnología en Praga, en la entonces Checoslovaquia. El profesor Emil Votoček, impulsor de la química checoslovaca, fue el supervisor de su tesis, pero Prelog estaba bajo la protección de Rudolf Lukes, que por entonces impartía clases y más tarde llegó a ocupar el prestigioso puesto de Votoček en química orgánica.
Según dice el propio Prelog, la base de su educación científica se la debe a Lukes, del que fue amigo personal hasta su muerte en 1960. Su instrucción se completó mediante la lectura y el seguimiento de Robert Robinson, Christopher Ingold y Leopold Ruzicka a los que Prelog considera "sus profesores virtuales" y con los que tuvo ocasión de trabajar en los últimos años de su carrera.
En 1929 se doctoró con el título de Doctor Ingeniero. Por los problemas derivados de la crisis económica del 29 no pudo entrar en la docencia y encontró trabajo en un laboratorio químico de Praga en donde se desarrollaban productos químicos raros en pequeñas cantidades. Este puesto le ofrecía la posibilidad de realizar algunas investigaciones, aunque modestamente, pero Prelog echaba en falta el ambiente académico.
En 1933 se casa con Kamila Vitak en Praga. Más adelante, en 1949, ya en Zúrich, tendrían a su único hijo.

### Trabajo en Zagreb
En 1935 regresa a Zagreb para ocupar una plaza en la Universidad de Zagreb. Allí estuvo dando clases como profesor, aunque la categoría y el sueldo que tenía era de ayudante. Con la colaboración de dos estudiantes trabajó en una pequeña fábrica farmacéutica que le proporcionaba los recursos suficientes para sí y su laboratorio.

### Trabajo en Zúrich
En 1941 los alemanes invaden Yugoslavia (que había sido fundada en 1918) y decide abandonar el país, al ser invitado por Richard Kuhn para dar algunas clases en Alemania y también recibe una invitación de Leopold Ruzicka para que lo visitara en Zúrich. Aprovechando ambas invitaciones abandona Yugoslavia, trasladándose, junto a su mujer, a Suiza.
Ruzicka le encuentra trabajo en la Escuela Politécnica Federal (ETH) de Zúrich, en el laboratorio de Química Orgánica. Aquí comienza su colaboración con Ruzicka que duraría mucho tiempo y durante la cual ascendería en el escalafón académico. Fue ascendiendo poco a poco hasta que en 1957 llegó a jefe de laboratorio. No se encontró a gusto como director de laboratorio e intentó dejarlo hasta que consiguió que dicho cargo fuera rotatorio quedando él fuera.
Vladimir Prelog fue un gran viajero. Recorrió más de 150 lugares del mundo impartiendo conferencias y seminarios. Según él mismo confiesa, no dominaba ninguna lengua correctamente e ironizaba que iban a verle por escuchar su extraño acento.
Murió en Zúrich, Suiza, el 7 de enero de 1998.

## Premio Nobel
Prelog recibió 1975 premio Nobel de química por sus trabajos en el campo de compuestos naturales y de la estereoquímica. Este premio lo compartió con el investigador John Cornforth. Su producción científica abarca más de 400 trabajos. Como catedrático destacó por su estilo elocuente, formó a muchas generaciones de químicos. En 1986 fue nombrado miembro honorario de la Academia Croata de Ciencias y Artes.

## Vida privada
En su vida privada Vladimir Prelog era una fuente de anécdotas sobre casi todos los químicos relevantes mundiales. Tenían un gran bagaje cultural por el que era considerado como un intelectual. No le gustó nunca ejercer la autoridad y rechazaba la confrontación. Como persona introspectiva, irónico y sospechoso de altas aspiraciones sociales, políticas o religiosas, Prelog raramente permitió la injerencia en su vida privada.
Fue uno de los 109 ganadores del Nobel que firmaron la petición de paz para Croacia en 1991.